# Sierra Mixe
La sierra Mixe est une formation montagneuse de l'État d'Oaxaca au Mexique. 
Aux environs se trouvent la sierra Mazateca et la sierra Juárez.